# Mother Gong
Mother Gong es un grupo de rock psicodélico y rock progresivo formado en Francia en 1978, desprendimiento del entonces disuelto Gong.
La banda fue formada por exmiembros de Gong como Gilli Smyth y Didier Malherbe; el exmiembro de Hawkwind, Nik Turner y el fundador de Gong Daevid Allen también han participado de este proyecto eventualmente.

## Discografía
- 1979: Fairy Tales
- 1981: Robot Woman
- 1982: Robot Woman 2
- 1986: Robot Woman 3
- 1988: Fish in the Sky (casete)
- 1988: Buddha's Birthday (casete)
- 1989: The Owl and the Tree (con Daevid Allen)
- 1991: Live 1991
- 1992: Wild Child
- 1993: She Made the World
- 1994: Eye
- 1994: Tree in Fish
- 1994: Voiceprint Radio Sessions
- 2005: Glastonbury Festival 1979 - 1981
- 2006: Mother Gong 2006
- 2007: O Amsterdam